# 포항 보경사 괘불탱
포항 보경사 괘불탱(浦項 寶鏡寺 掛佛幀)은 대한민국 경상북도 포항시 보경사에 있는 조선시대의 그림이다. 2009년 2월 23일 대한민국의 보물 제1609호로 지정되었다.
보경사 괘불탱은 1708년(숙종 34)에 조성되었지만, 17년 뒤인 1725년(영조 원년)에 중수하였다. 화원은 의균(義均)·석민(碩敏)·성익(性益)·지붕(智朋)·체환(體環)·쾌민(快敏)·삼학(三學)인데, 모두 대구 팔공산 동화사와 파계사의 불화 조성에 참여한 화사로 주로 경상도에서 활약한 것으로 보인다.
이 괘불탱은 10m에 이르는 대형의 화면에 연꽃줄기를 든 보살형의 여래만을 단독으로 그렸는데, 의균의 작품 중에서 최대의 역작이다. 대형의 화폭에 단독의 존상만을 그린 구성은 매우 단순하지만 홍색과 녹색, 청색계열의 색만을 이용해 조화와 대비를 훌륭하게 처리하였고, 여래가 입고 있는 가사의 조(條)에 금 바탕에 녹색으로 문양을 내는 장식이나 끝단의 세부 문양 등 세부장식에도 소홀함이 없다.
보경사 괘불탱같이 5여래가 표현된 화려한 보관과 연꽃을 들고 있는 괘불도상은 17세기 후반에서 18세기 전반 경상도지역에서 유행한 괘불형식으로 괘불 도상의 계승을 연구하는 데 의미 있는 작품으로 생각된다.

## 같이 보기
- 보경사

## 참고 자료
- 포항 보경사 괘불탱 - 국가유산청 국가유산포털
- 2009 국보·보물 지정 보고서, 문화재청 유형문화재과, 90-93쪽, 2010년 8월